# Кадмус
Ал-Кадмус (на арабски: القدموس) е град в северозападна Сирия, който административно попада в Мухафаза Тартус, намиращ се североизточно от Тартус и 14 km (8,7 mi) югоизточно от Baniyas. Близките населени места включват Каф Ал-Джаа и Масиаф на изток, Уади Ал Уюун и Ал-Шейх Бадр на юг, Хамам Уасел, ал-Камсия и Матен Ал-Сахел на югозапад, Таанита на запад, Ал Аназе на северозапад и Дейр Мама на североизток. Той се намира на изток от Средиземноморското крайбрежие и руините на замъка му стоят на плато на около 850 m над морското равнище и точно над града.
Според Сирийското Централно статистическо бюро, Кадмус има население от 5551 при преброяването от 2004 година. Той е административен център на едноименната нахия („окръг“), включваща 25 населени места с общо население от 22 370 през 2004 година. Жителите на нахията са предимно Исмаилити и Алевити, като всяка от двете групи представлява около 50% от населението. Селата и в околните нахии са основно заселени с алевити.
Кадмус е известен с археологическата си история и със средновековния си замък, който е служил като седалище на общността на Исмаилитите в Сирия, известни като Асасини по време на кръстоносната епоха. Днес замъкът се намира до голяма степен в руини и, заедно с някои разпръснати къщи от Османската епоха в града, служи като туристически обект. В Кадмус има и голяма джамия с осмостенно минаре. Градът е център на тютюневата промишленост на Сирия.

## Етимология
Градът е кръстен в чест на Кадъм, който е бил Финикийски принц, известен с въвеждането на оригиналната Финикийска азбука—Φοινίκων γράμματα Феникон граммата, „Финикийски букви“ в езика на гърците.

## Климат
Климатът в Кадмус е топъл и умерен. През зимата има много повече валежи, отколкото през лятото. Според класификацията на Köppen-Geiger климатът там се определя като Csa. Средната годишна температура на въздуха е 16,2 °C (61,2 °F). Около 1 286 mm (50,63 in) валежи падат всяка година.

## История

### Средновековен период
Крепост Ал-Кадмус е завладян от кръстоносния крал Боемунд I Антиохийски през 1129 година. В 1130 – 31 замъкът е завладян отново от местните мюсюлмански сили. Крепостта по-късно е продадена на Исмаилитите (известни тогава като Асасини) през 1132 година от мюсюлманския емир на Ал-Кахф Сайф Ал-Мулк ибн Aмрун. Към 1167 ученият Вениамин Туделски пише, че Кадмус служи за основно седалище на асасините. Въпреки че подробностите в информацията за това за малко, Кадмус сменя собственика си още няколко пъти, преди да остане твърдо под контрола на кръстоносците.
Замъкът Кадмус е завладян от Мамелюкския Султанат на Байбарс през 1273 година. Той остава под прекия контрол на Исмаилитите, макар и като верни поданици на султаната. Така е и по време на царуването на Султан ен-Насир Мохамед (1294 – 1340). когато северноафриканският учен Ибн Батута посещава Ал-Кадмус през 1355 г.-Той отбелязва, че селището е част от niyabah („управителството“) в Масяф и е в зависимост от Триполи. По-късно този управител е бил отстранен от Триполи и се прехвърля в Дамаската провинция през 1412. Данъците върху памучен плат и коприна са били отменени в района от Султаните в края на 15 век.

### Османската ера
През 1683 година, по време на османския период, мюсюлмански учен Абд ал-Гани Ал-Набулси посети Ал-Qadmus и посочи отново крепостта е принадлежала на Tanukhi клан, арабско племе, който е основан през Batanea района на Южна Сирия по време на византийското владичество и са мигрирали на север.
През 1830-те години на Ибрахим Паша от Египет, за да унищожи крепостта Ал-Qadmus по време на Khedivate египетското нахлуване в Levant. Ал-Qadmus е място Исмаилитов власт по това време. това е също и център на район, който съдържа 177 села. Водещите семейства на града, и такива, където эмиры идват от, са Hejawiyah и Suwaydaniya. през 1840-те години на Исмаилитов шеф на Ал-Qadmus успешно лобира Срещу власти с молба да разреши на Исмаилитов преместване на изоставен град Саламия, източно от хамы. натиск от страна на околните Алавитов сърцето принуди много хора емигрират в града Саламия, въпреки че градът е запазил своето политическо и икономическо значение за региона и заема водеща роля в централната крайбрежната планинска верига, подобна на тази, която се играе Сафита. Ал-Qadmus жители в специализирани търговско-занаятчийски занаяти. Градът е място за земеделските производители от Ал-Annazah, Талина и Ал-Шайх Бадр и износа на селскостопански продукти пространство в големите градове, като Хулиган, Триполи и Бейрут.
Докато повечето Исмаилитов в Сирия, предадоха своята вярност Касим Шахи линия на Ага Хан III през 1887 г., Исмаилитам Qadmus и Масиаф още е свързана с Мухаммадом Шахи линия. Те са известни като „Джа'afariya“ секта и 1990-те години те насчитывали около 15 000. квартал на град Саламия, където много от Ал-Qadmus жители се заселили е обявен за „Ал-Qadamisa“, след като в града им произход.

### Модерната ера
През декември 1918 г., по време на сирийските крайбрежни въстание начело Салех Ал-Али срещу заемане на френските власти, френските войски, новозеландският контингент в Ал Qadmus се опита да започне атака срещу Ал-Али бастион в близкия Ал-Шайх Бадр. Ал-Али и неговите сили, и след победата си над французите в района на селото Уади Ал-Оюн. Тъй като Исмаилиты лидерство в Ал Qadmus са сключили съюз с французите, Ал Али нападна града веднага след това. Френските войски, дошли на помощ на своите съюзници, но са били разбити за втори път на 21 февруари 1919 година. от юли 1919 г. на френски и Ал-Али са сключили мирен договор, но той е бил счупен от бившия, когато с тяхната база в Ал Qadmus, те изгори до основи село Кафф Ал-Джаз. Впоследствие Ал-Али започна контраатака срещу Ал-Qadmus.
Преди да се качат Баасисткого на правителството през 1963 г., в застроени райони Ал-Qadmus е в голяма степен са насочени на юг и на изток от крепостта, където повечето къщи са построени в тясно сътрудничество. Тази област се съдържа стария базар („пазар“) и Исмаилитов джамия. През 1970-те и 1980-те години, по време на президентството на Хафез Асад, градът се разширява на север, в посока Изток-Запад път, свързващ Масяф и Банияс. В пресечната точка На тази магистрала се превърна в търговски център на града. Туризъм-ориентирано развитие, ръководено от частни изпълнители започва в края на 1980-те години, са концентрирани главно в северната част на крепостта, в източната част на града по главната магистрала и южно от магистралата Изток-Запад. Районът привлича туристи най-вече от други райони на Сирия, в това число-висок дял на Исмаилиты от други градове.
Политическото и социално-икономическото значение на Кадмус в региона значително намалява след 1970 година. Това е отчасти свързано с напредъка в близост Ал-Шайх Бадр в областния център, който измести фокуса от Ал-Qadmus, с жители в района на Ал-Шайх Бадр услуги. Освен това, постепенното развитие и подобряване на транспортната инфраструктура между Банияс и неговите предградия го направи по-лесно за хората турска баня служба, Ал Annazah и Талин, за да пътуват в Банияс, вместо Ал-Qadmus.